# Universidad Bunri de Tokushima
La Universidad Bunri de Tokushima (徳島文理大学 Tokushima Bunri Daigaku?) es una universidad privada de Japón con sede en la ciudad de Tokushima, prefectura de Tokushima.
Fue fundada originalmente en 1895 como una escuela vocacional privada. En 1966 fue fundada la Universidad Femenina de Tokushima y en 1972 fue renombrado como Universidad Bunri de Tokushima. En 1983 abrió un campus en la ciudad de Kagawa.
Desde 2000 mantiene un intercambio con la Universität für Musik und darstellende Kunst Wien de Viena, y tiene un acuerdo en la enseñanza de terapia musical con la Shenandoah University.